# Arahal
Arahal er en by og kommune i det sydlige Spanien i provinsen Sevilla. Den har et indbyggertal på 19.417 (2024) indbyggere.